# María Luisa Moneró
María Luisa Moneró (1889-1982) fue una actriz española nacida en Madrid.

## Biografía
Actriz de trayectoria fundamentalmente teatral, comienza a destacar profesionalmente con La losa de los sueños, de Jacinto Benavente, constituyendo su primer gran éxito sobre los escenarios la célebre obra de Gregorio Martínez Sierra Canción de cuna, que estrenó en el Teatro Lara en febrero de 1911, interpretando el papel de Sor Marcela.

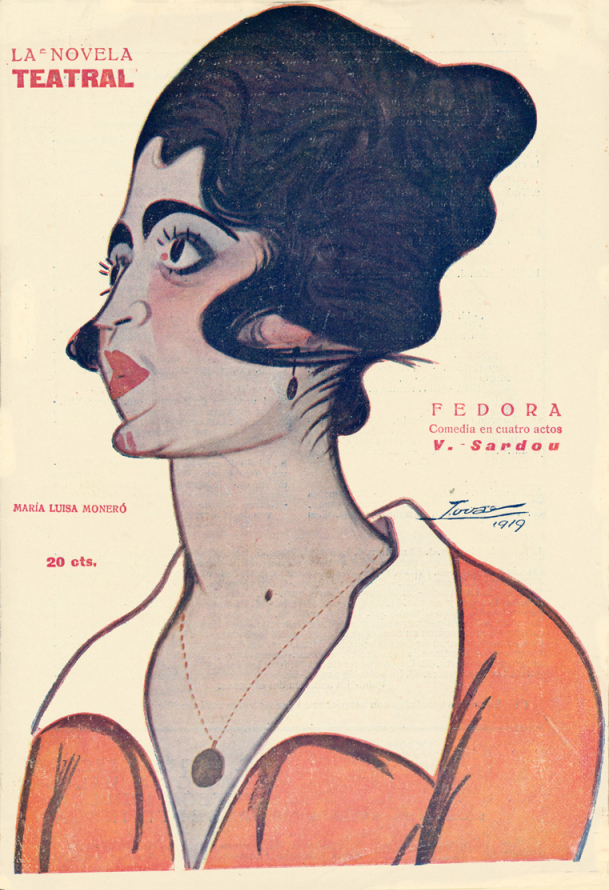
Caricaturizada por Tovar (1919)

Integrada en la compañía del Teatro Lara, interviene en los estrenos de Flor de los pazos, (1912), de Manuel Linares Rivas, Amanecer (1915), de Martínez Sierra, La ciudad alegre y confiada (1916), de Jacinto Benavente y Así se escribe la Historia (1917), de los Hermanos Álvarez Quintero.
A finales de la década abandona la Compañía, y en el Teatro Infanta Isabel interpreta Un drama de Calderón (1919), de Muñoz Seca, ¡Que no lo sepa Fernanda! (1922), de Nancey y Ruoux o El simpático García (1922), de Pablo Parellada.
En 1924 prueba suerte en el género entonces llamado de Variedades, presentando su espectáculo en la sala Eldorado de Barcelona, alcanzando el Olympia de París un año más tarde.
De regreso a la interpretación, se incorpora en 1926, a la compañía del actor Francisco Alarcón, con el que actúa en Valencia y Barcelona en obras como Las flores o El amor que pasa.

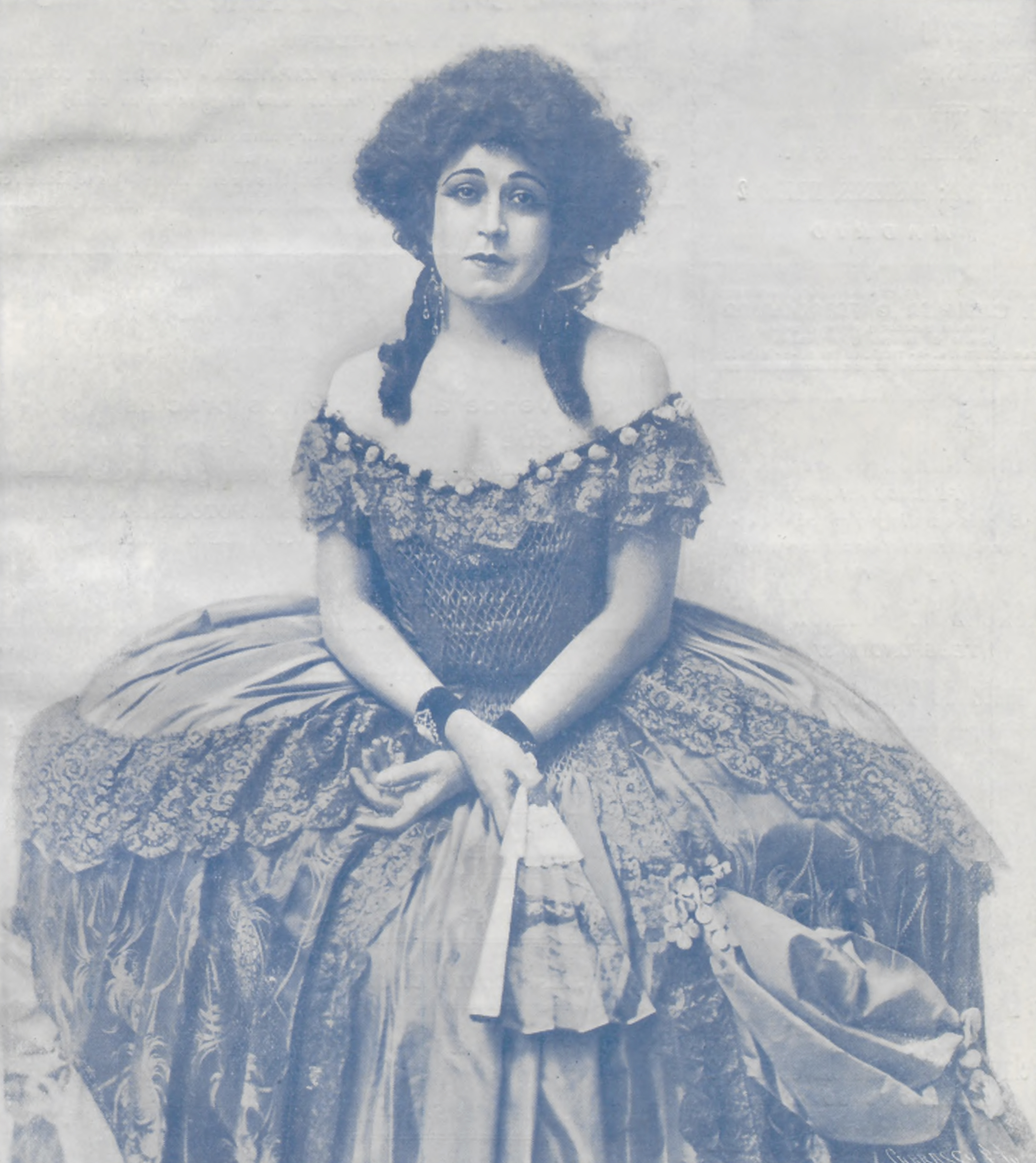
María Luisa Moneró fotografiada por Walken

Tras un breve paso por Madrid en la compañía del Teatro Infanta Beatriz, durante la década de 1930 continuó recorriendo los escenarios españoles en la compañía que formó con Rafael Mario Victorero.
Tras la guerra civil española continuó su trayectoria teatral, muchas veces en obras de registro cómico, pudiendo destacarse Eloísa está debajo de un almendro (1940), de Enrique Jardiel Poncela, en la que sustituyó a Guadalupe Muñoz Sampedro, Puebla de las mujeres (1941), de los hermanos Álvarez Quintero, Sola (1942), de Pedro Muñoz Seca, Las siete vidas del gato (1943), de Jardiel, Nosotros, ellas y el duende (1950), de Carlos Llopis, Como buenos hermanos (1957), de Lillian Hellman, Prohibido en otoño (1957) o La vida en un hilo (1959), las dos últimas de Edgar Neville. No obstante, intervino también en obras dramáticas destacando muy especialmente Hoy es fiesta (1956), de Antonio Buero Vallejo.
Continuó trabajando hasta avanzada edad. Algunas fuentes afirman que Moneró murió en 1982.